# Quartiero
Der Quartiero, Quartiere oder Viertel, war ein italienisches Volumenmaß und galt auf der Insel Sardinien.
Das Maß blieb noch einige Zeit in Gebrauch, trotz der ab 1. Januar 1850 für verbindlich erklärten metrischen Maße.
- 1 Quartiero = 5 Pinte = 10 Mezzete = 5,0266 Liter
- 3 Quartiero = 1 Flasche[1]
- 18 Quartiero = 1 Kiste[1]
- 100 Quartiero = 1 Tonne[1]